# Anna Lascaris
Anna Lascaris, contessa di Tenda, Ventimiglia e Villars (novembre 1487 – giugno 1554), fu l'erede della contea di Tenda dal 1509 e sposò Renato di Savoia.
Era la figlia di Gian Antonio II Lascaris di Ventimiglia, Conte di Tenda e Ventimiglia, signore di Maro, Prelà e  Mentone, sua madre era Isabelle d'Anglure.

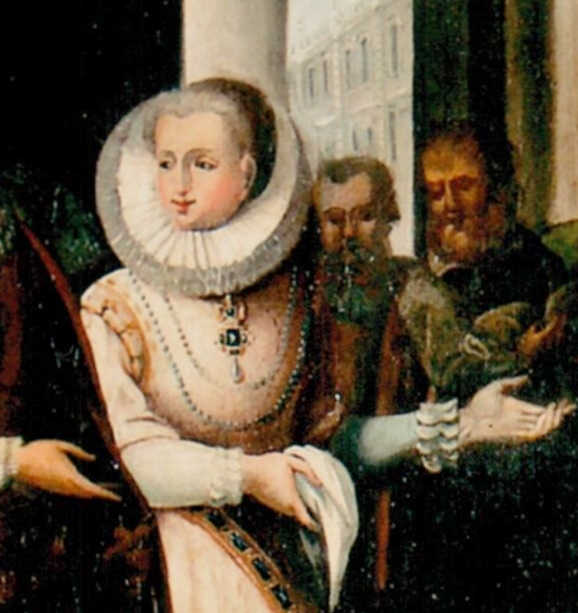
Anna Lascaris contessa di Tenda, in un particolare del quadro del XVIII secolo conservato presso il Comune di Limone Piemonte.

## Biografia
Anna venne fatta sposare ad undici anni e mezzo a Louis de Clermont-Lodève, ma rimasta vedova,  si risposò nel 1501 a Renato di Savoia, conte di Villars, conosciuto come il Gran Bastardo di Savoia e che era anche fratellastro della regina madre di Francia, Luisa di Savoia.
In mancanza di eredi maschi, nel 1509 Anna ereditò dal padre la Contea di Tenda e tutte le altre sue signorie, che così entrarono definitivamente nell'orbita sabauda.

## Discendenza
Da Renato ebbe i seguenti figli:

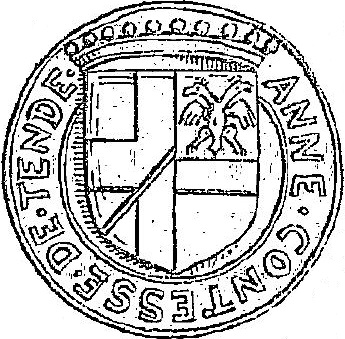
Il sigillo di Anna Lascaris di Ventimiglia, 1534.

- Maddalena di Savoia-Villars (1510-1586), moglie nel 1527 del duca Anne de Montmorency,
- Claudio di Savoia-Villars, (27 marzo 1507-23 aprile 1566), Conte di Tenda,
- Onorato II di Savoia-Villars,(1509-20 settembre 1580), Conte di Villars, maresciallo di Francia nel 1571
- Margherita di Savoia-Villars che sposò Antonio II di Luxembourg-Ligny (morto nel 1557), conte di Brienne,
- Isabella di Savoia-Villars, che sposò René de Batarnay, conte di Bouchage.